# Watertoren (Amsterdam Westergasfabriek)
Sinds 1883 stond er een watertoren op het terrein van de Westergasfabriek aan de Amsterdamse Haarlemmertrekvaart. Het complex waar de watertoren onderdeel van was is een ontwerp van architect Isaac Gosschalk. In de jaren zestig is een deel van de gebouwen, waaronder de watertoren, gesloopt.